# Itu
Itu város Brazíliában, São Paulo államban. Lakosainak száma 167 095 fő (2015. július 1.). Itu Salto, Porto Feliz, Araçariguama, Cabreúva, Elias Fausto, Indaiatuba, Mairinque, São Roque és Sorocaba községekkel határos.

## Népesség
A település népességének változása:
| Lakosok száma | 135 366 | 154 147 | 167 095 | 168 240 |
|               | 2000    | 2010    | 2015    | 2022    |